# Guerra civile in Sudan del Sud
La guerra civile nel Sudan del Sud è un conflitto occorso dal dicembre 2013 al febbraio 2020. Le parti del conflitto combatterono per la guida politica del neonato Stato del Sudan del Sud a seguito della sua indipendenza nel 2011.

## Storia

### Inizi

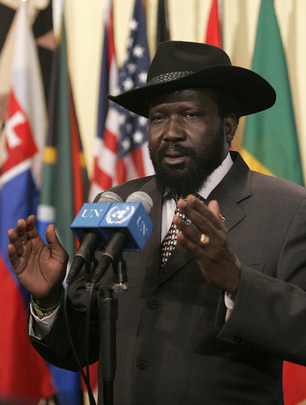
Salva Kiir (2009)

L'inizio del conflitto fu l'imminente disarmo di membri della guardia presidenziale dell'ex vicepresidente Riek Machar, di etnia Nuer, che il presidente Salva Kiir Mayardit aveva estromesso nel luglio 2013. Pertanto si temevano possibili conflitti etnici anche tra la popolazione civile (anche da parte del segretario generale dell'ONU Ban Ki-moon) in quanto i due contendenti appartenevano a due diverse etnie.
Il 19 dicembre 2013 il campo profughi di Akobo nello Stato federale di Jonglei fu invaso da 2 000 ribelli. Due soldati indiani della Missione delle Nazioni Unite in Sudan del Sud (UNMISS) e 20 civili furono uccisi, gli altri 40 Caschi blu dell'ONU furono ritirati.
Anche nella città di Bor, capitale dello Stato di Jonglei (dove già nelle sommosse nel 2012 furono uccise migliaia di persone) si giunse di nuovo al conflitto. Le Nazioni Unite quantificarono il numero dei morti in molte migliaia in una sola settimana, e centinaia di migliaia i civili fuggiti dalla loro patria, di cui 45 000 verso campi profughi dell'ONU. Il Consiglio di Sicurezza dell'ONU stabilì di aumentare il numero dei Caschi blu della Missione UNMISS da 7 000 di altre 5 500 unità.
Il segretario generale dell'ONU si rivolse agli istigatori del conflitto: "Qualunque siano i vostri disaccordi, essi non possono giustificare la violenza, che distrugge la vostra giovane Nazione". Ban Ki-moon chiese a tutte le persone ed organizzazioni coinvolte nel conflitto di prendere parte a una mediazione dell'Autorità intergovernativa per lo Sviluppo (IGAD), un'organizzazione intergovernativa per la difesa ambientale, lo sviluppo e la pace nell'Africa Orientale. Anche il capo della missione UNMISS, Hilde Johnson, e l'Unione africana appoggiarono questo dialogo tra le parti, così come il Consiglio di Sicurezza dell'ONU nella sua seduta del 24 dicembre 2013.

Un marine USA accompagna cittadini USA per la loro evacuazione (13 gennaio 2014)

In ulteriori conflitti in particolare negli Stati federali di Jonglei ed Unità morirono altre migliaia di persone; secondo informazioni dell'ONU, a metà gennaio 2014 vi erano già oltre mezzo milione di profughi, di cui 716 000 interni al Sud Sudan, 156 800 nei Paesi confinanti.

### Prima tregua
Il 23 gennaio 2014 le due parti concordarono una tregua, preliminare ad ulteriori negoziati per un trattato di pace nel caso in cui la tregua fosse rimasta stabile. Con la mediazione della IGAD e di truppe di altri Paesi dell'Africa Orientale, il negoziatore del Governo, Nhial Deng Nhial, e gli inviati di Riek Machar, riuniti nella capitale etiope Addis Abeba, poterono raggiungere un primo traguardo diplomatico. Accanto al Generale Taban Deng Gai come delegato dell'opposizione, firmarono la garanzia della tregua entro 24 ore e la facilitazione di corridoi umanitari anche l'ospitante etiope Seyoum Mesfin, e i Generali Lazaro Sumbeiywo e Mohamed Ahmed M. El Dabi in qualità di inviati della IGAD. I negoziatori fecero appello alla Costituzione provvisoria del Sudan del Sud del 2011, che obbliga tutte le parti ad un sincero processo di pacificazione e dialogo nel giovane Stato. Gli Stati confinanti garantirono la sovranità del Sudan del Sud.
Tuttavia il conflitto fu ripreso dopo una tregua durata 4 settimane, e i ribelli Nuer occuparono la città petrolifera di Malakal. I previsti negoziati di pace non ebbero luogo. Tulio Odongi, leader del Partito SPLM nel Parlamento del Sudan del Sud, dichiarò che fino al 70 % dell'esercito del Sud Sudan disertò, in misura maggiore nella regione contesa dell'Alto Nilo.
A maggio 2014, Amnesty International segnalò massicce violazioni dei diritti umani durante le sommosse, con atrocità commesse anche su donne incinte, bambini e anziani, e inoltre la fuga verso l'Etiopia di 11 000 profughi nel mese di maggio.
Dopo una missione di mediazione del Segretario Generale dell'ONU Ban Ki-moon, il 5 maggio i negoziatori concordarono una nuova tregua, che sarebbe dovuta entrare in vigore il 7 maggio.

### Seconda tregua
Il 9 maggio 2014 si giunse di nuovo a negoziati di pace in Addis Abeba, con colloqui diretti tra Kiir e Machar per la prima volta dall'inizio della guerra civile. Con la mediazione dell'ex presidente dell'Unione africana, Hailé Mariàm Desalegn, e del negoziatore della IGAD, Seyoum Mesfin, si concluse un trattato di pace, in cui fu concordato: la fine delle ostilità entro 24 ore, un Governo di transizione a guida consensuale, prossime elezioni ed un nuovo incontro dopo 30 giorni. Machar parlò di una "guerra insensata".
Secondo stime dell'ONU cinque milioni di persone necessitavano in maggio 2014 di aiuti umanitari, sebbene si parlò di previsioni troppo ottimistiche, in quanto si temeva una carestia nel caso che i contadini non avessero potuto seminare all'inizio della stagione delle piogge. Le Nazioni Unite caricarono navi a Giuba con beni di prima necessità per le città di Bentiu e Malakal negli Stati federali contesi del nord del Paese, ricchi di giacimenti petroliferi, come aiuti di primo soccorso.
Ad inizio agosto 2014, l'ONU mise in guardia da una catastrofe umanitaria e una carestia nel Sudan del Sud, inoltre quantificò il numero degli sfollati dal dicembre 2013 in 1,5 milioni.

### Negoziati di pace e ripresa dei combattimenti

#### 2015
Ad agosto 2015, a seguito di trattative condotte in Etiopia, le parti concordarono un trattato di pace, in base al quale avrebbe dovuto essere formato un Governo di unità nazionale.
Le trattative furono rese possibili dal ritiro della maggior parte delle truppe governative da Giuba verso i dintorni, dopodiché le forze della missione UNMISS riportarono 1 370 ribelli nella capitale.

#### 2016

Situazione del conflitto in Sud Sudan (2016)

Nel marzo 2016 un Rappresentante dell'ONU rese noto che fino ad allora vi erano stati a causa della guerra civile più di 50 000 morti e 2,2 milioni di sfollati.
L'11 marzo l'Alto Commissario delle Nazioni Unite per i Diritti Umani, Said Raad al-Hussein, rese noto un rapporto su stupri di massa nel corso della guerra civile. Secondo il rapporto, soltanto nello Stato federale di Unità sarebbero stati perpetrati, nel 2015, 1 300 stupri in 5 mesi. Gli stupri di massa furono usati dal Governo ma anche dai ribelli come salario per i loro combattenti. Poiché ebbero luogo in modo sistematico e diretti sempre contro determinati gruppi etnici sono classificati come crimini di guerra e crimini contro l'umanità.
Il 26 aprile il capo dei ribelli Riek Machar fu nominato Vicepresidente in base all'accordo di pace dell'agosto 2015.
Il 24 maggio l'associazione Human Rights Watch segnalò crimini di guerra nella parte occidentale del Paese, consistenti in numerose uccisioni, torture e stupri di civili, nonché saccheggi e incendi di villaggi.
Il 22 giugno l'associazione Medici senza frontiere (MSF) pubblicò un rapporto concernente un massacro in una zona protetta dalle Nazioni Unite, a Malakal, avvenuto nel febbraio 2016, durante il quale furono uccisi in un solo giorno da 25 a 65 civili e almeno 108 feriti, e furono dati alle fiamme 3 700 alloggi, accusando le forze della missione UNMISS di non aver impedito la circolazione delle armi, nonostante una forte presenza militare e il chiaro mandato ricevuto, né gli attacchi, ai quali avrebbe reagito troppo lentamente, nonché di avere l'intenzione di chiudere la zona di protezione e sloggiare gli abitanti.
A fine giugno 2016 ripresero le ostilità. Secondo fonti governative, furono uccise 43 persone in una settimana (39 civili e 4 poliziotti) durante i combattimenti contro il capomilizia Ali Tamin Fatan ai confini con la Repubblica Centrafricana.
Tra l'8 e il 10 luglio 2016 furono uccise, secondo fonti governative, circa 270 persone durante combattimenti nella capitale Giuba, dopo che il giorno precedente vi era stato uno scontro mortale in un posto di blocco, e furono danneggiati anche due alloggi delle forze della missione ONU. Il Presidente Salva Kiir Mayardit e le Nazioni Unite richiesero una rapida fine dei combattimenti tra l'esercito e le truppe del vicepresidente Riek Machar. Il Consiglio di Sicurezza dell'ONU si riunì per una sessione speciale sul tema. Nella notte dell'11 luglio 2016 il Dipartimento di Stato degli Stati Uniti ritirò tutti i dipendenti della sua ambasciata di Giuba il cui compito non fosse indispensabile. Dopo gli oltre 270 morti di luglio, le Nazioni Unite votarono per un'estensione della missione di pace oltre il 31 luglio, fino al 12 agosto 2016. Per dare ai diplomatici più tempo per una soluzione del conflitto e l'elaborazione di una nuova risoluzione, furono considerati l'embargo sulle armi e l'invio di nuove truppe. L'ambasciatrice statunitense dell'ONU Samantha Power accusò le forze di pace presenti sul territorio, 12 000 soldati armati, di non essere in grado di fare il loro dovere.
Nel frattempo, il Presidente Salva Kiir Mayardit aveva sostituito il suo rivale vicepresidente Riek Machar con il Ministro delle Attività minerarie Taban Deng Gai. Machar, dopo essere sfuggito ad un attacco nella sua residenza a Giuba, fece perdere le proprie tracce e lasciò scadere un ultimatum di 48 ore da parte di Kiir, con cui questi gli ingiungeva di tornare nella capitale e rispettare l'accordo di pace concluso. 
A causa degli scontri, secondo fonti dell'ONU, più di 830 000 persone si riversarono nei Paesi confinanti Etiopia, Sudan ed Uganda, per la maggior parte donne e bambini. Il 17 agosto portavoci dei ribelli resero noto che Riek Machar era fuggito all'estero dopo essere stato ferito in un attentato. Un elicottero della Missione dell'ONU in Repubblica Democratica del Congo (MONUSCO) lo avrebbe individuato nel nord del territorio congolese presso il confine e portato con sua moglie e dieci guardie del corpo armate a Kisangani, in Congo.

#### 2017
Il 20 febbraio 2017 le tre Agenzie dell'ONU, la FAO, l'UNICEF e il WFP, insieme al Ministero per la Nutrizione del Sudan del Sud (IPC), dichiararono ufficialmente che era in corso una carestia nella regione di Leer e Mayendit nello Stato federale di Unità, con 100 000 persone a rischio di morire di fame. L'ultima volta che sul continente africano era stata dichiarata una carestia era stato nel 2011.
A marzo 2017 un esperto dell'ONU accusò il Governo di insediare membri del gruppo etnico Dinka in territori da cui in precedenza erano stati cacciati gruppi di etnia Schilluk, e inoltre che uccisioni, stupri, arresti arbitrari erano diventati quotidiani. Analogamente, già nel novembre 2016, l'Alto Rappresentante dell'ONU per la Prevenzione dei Genocidi, Adama Dieng, a causa della crescente polarizzazione etnica del conflitto aveva avvertito della minaccia di genocidio.

### Terza tregua
Entro marzo 2018, nove gruppi di opposizione, tra cui il NAS, l'NDM di Lam Akol, il FDP di Gabriel Chang, l'SSPA di Costello Ring e il SSLM ma in particolare escludendo l'SPLM-IO, si erano uniti per formare la Alleanza di opposizione del Sud Sudan (SSOA) per negoziare collettivamente con il governo. Gli Stati Uniti hanno esercitato ulteriore pressione su Juba approvando con successo un embargo sulle armi nei confronti del Sud Sudan nel luglio 2018 attraverso il Consiglio di sicurezza delle Nazioni Unite, dopo il loro fallimento nel 2016, con Russia e Cina che questa volta si sono astenute dal voto.  Inoltre, con il vicino Sudan che si trova ad affrontare problemi economici e fa affidamento sulle entrate derivanti dal trasporto di petrolio dal Sud Sudan, il governo sudanese, con un mix di incentivi e coercizione, ha portato Kiir e lo SPLA-IO a tenere colloqui a KhartoumIl 27 giugno 2018 le parti in conflitto concordarono una tregua a Khartum, in Sudan, e il 12 settembre conclusero un nuovo trattato di pace ad Addis Abeba; il moderatore della chiesa presbiteriana scozzese John Chalmers in questa attività è stato affiancato dai vertici della chiesa anglicana e della chiesa cattolica romana e, in un incontro svoltosi a Roma il 10 aprile 2019, papa Francesco ha dato il suo sostegno agli sforzi per rafforzare il processo di pacificazione. Nel giugno 2018, hanno firmato un altro cessate il fuoco in cui hanno concordato di formare un governo di transizione per i 36 mesi precedenti le elezioni nazionali, di consentire all’Unione Africana e alle forze di pace dell’IGAD di schierarsi in Sud Sudan e di far tracciare i confini statali da una commissione presieduta da un non sud sudanese; questo cessate il fuoco è stato violato poche ore dopo la sua entrata in vigore, quando le forze filogovernative hanno attaccato i ribelli nello stato di Wau. L'SPLM-IO ha protestato quando il Parlamento, dove il partito di Kiir detiene la maggioranza dei seggi, ha prolungato di tre anni il mandato del presidente e quello degli altri funzionari. Tuttavia, alla fine hanno deciso di condividere il potere in quello che è stato chiamato il "governo di transizione rivitalizzato di unità nazionale (R-TGoNU)" con Machar che sarà uno dei cinque vicepresidenti e i 550 seggi del parlamento saranno divisi, di cui 332 andranno alla fazione di Kiir, 128 al gruppo di Machar e il resto ad altri gruppi.